# Wenzel Coebergher

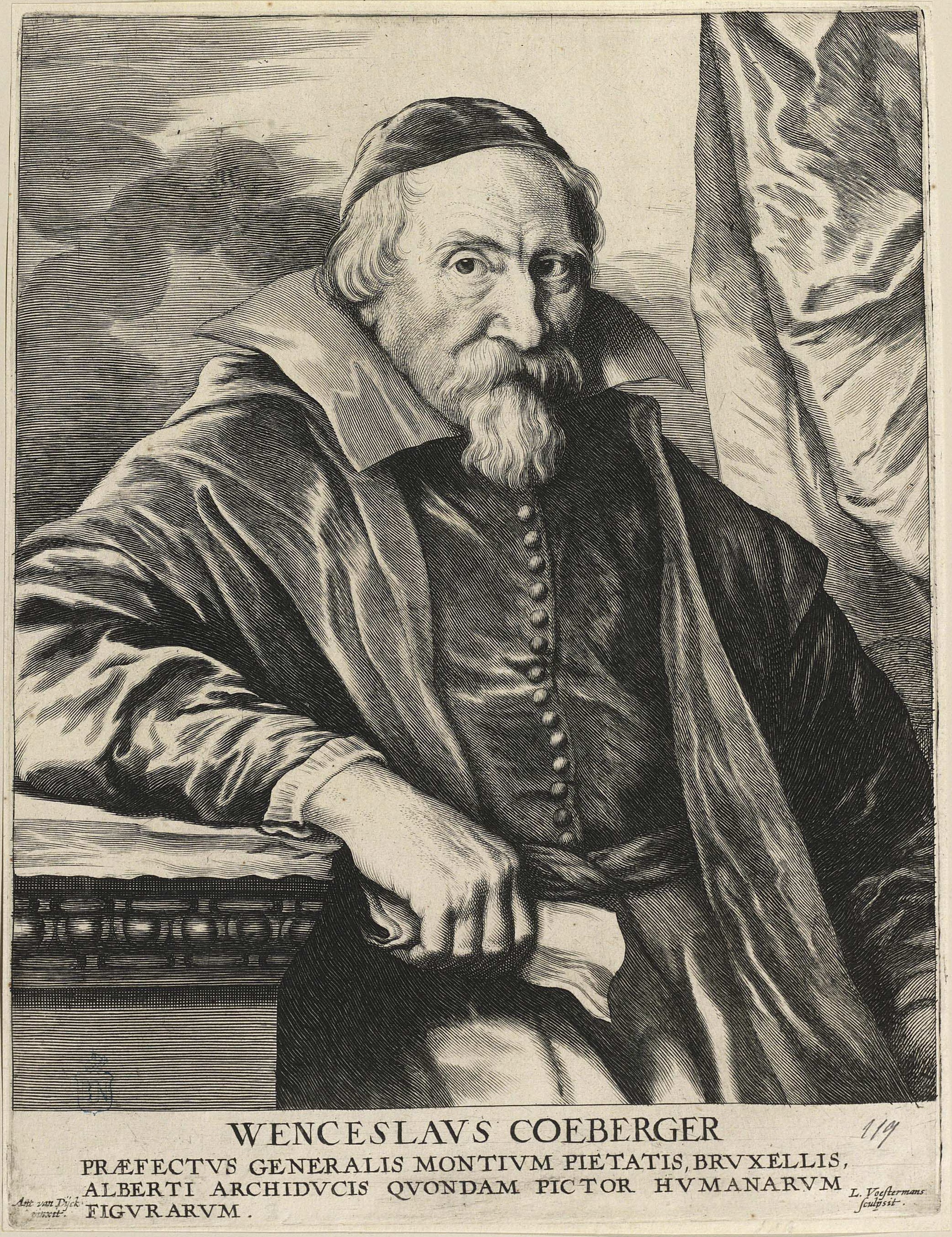
Retrato de Wenceslaus Coebergher con título de prefecto general del Monte de Piedad de Bruselas; aguafuerte y buril, grabado de Lucas Vorsterman sobre dibujo de Anton van Dyck, Icones principum, hacia 1645, Biblioteca Nacional de España, ER/123 (120).

Wenzel Coebergher (Amberes, 1560-Bruselas, 1634) fue un pintor, arquitecto e ingeniero flamenco. Discípulo de Marten de Vos e influido por los protobarrocos Aníbal Carracci y Federico Barocci, en 1605 se estableció en Bruselas donde trabajó al servicio de los archiduques como arquitecto e ingeniero civil.

## Biografía
Nacido en Amberes en 1560 o 1561, comenzó su aprendizaje como pintor con Marten de Vos en 1573. Marchó a Italia en 1579 estableciéndose primero en Nápoles, donde con algunas interrupciones permaneció hasta 1598, y luego en Roma. En Italia se interesó por la numismática y las antigüedades y, junto a sus actividades como pintor, se formó como arquitecto colaborando con algunos de los principales maestros italianos, según sostenía un documento adjunto a su nombramiento como arquitecto de los archiduques Alberto e Isabel. De los años pasados en Italia, con todo, lo que mejor se conoce es su faceta como pintor de gustos manieristas y artificiosos escorzos a la vez que atento a las sugerencias clasicistas de Carracci y a las novedades en el tratamiento de la luz de Barocci. De vuelta en Amberes, en 1604 se inscribió en la guilda de San Lucas. En 1605 firmó todavía en Amberes la Santa Elena de la iglesia de San Jaime, en la que recuperaba modelos de Marten de Vos, pero inmediatamente se trasladó a Bruselas donde ese mismo año pintó el Santo Entierro de los museos reales.

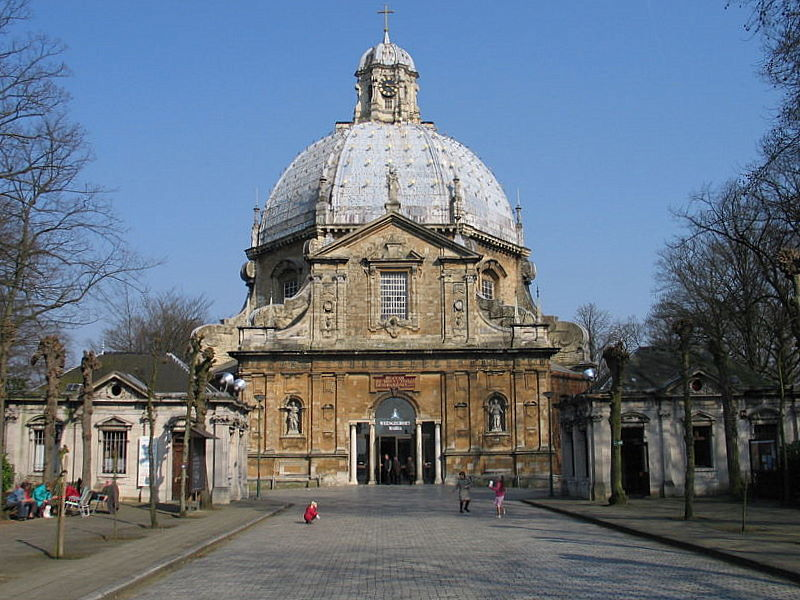
Basílica de Nuestra Señora de Scherpenheuvel, iglesia de peregrinación dedicada a los Siete Gozos de María.

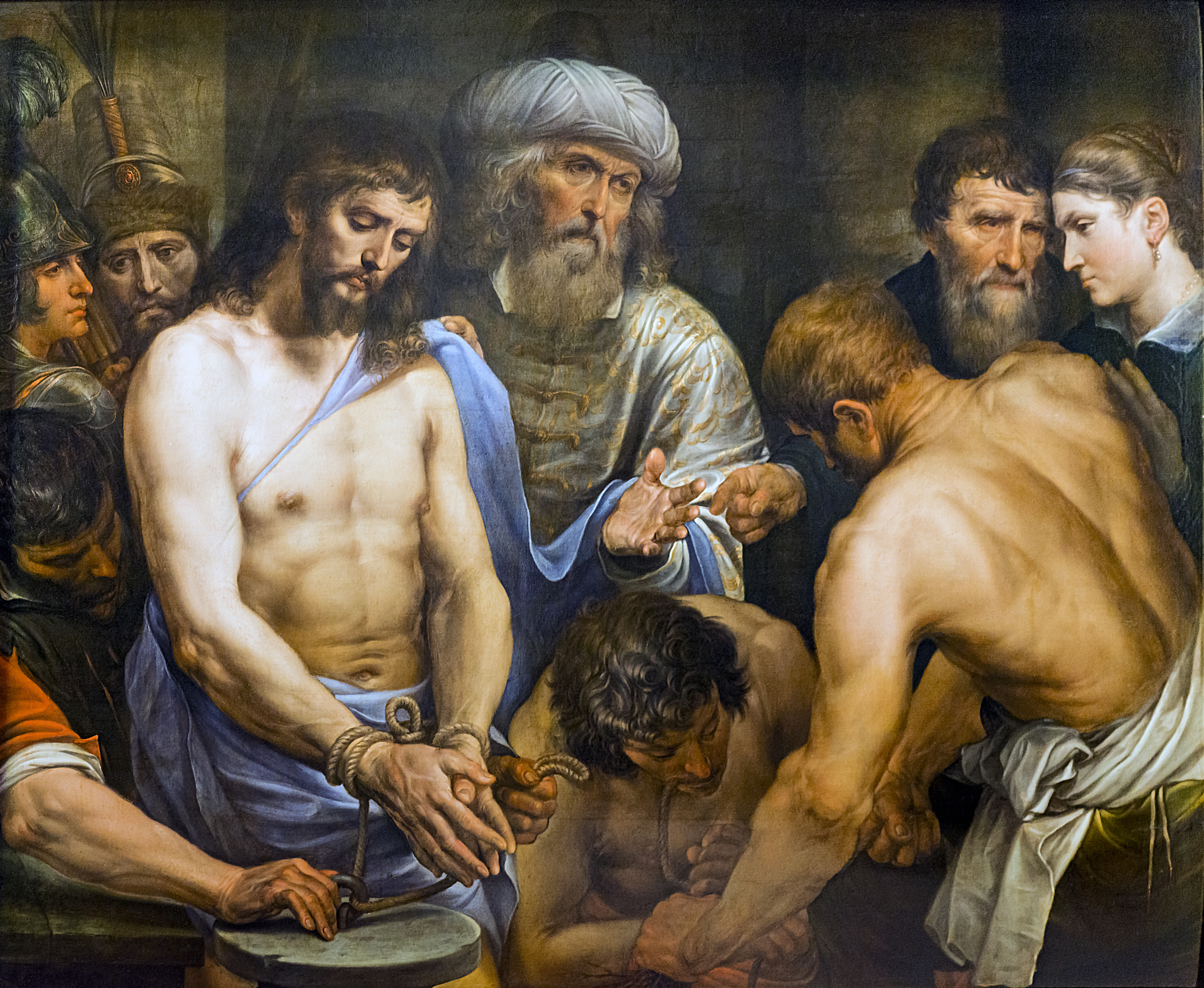
Ecce Homo, óleo sobre tabla, 133 x 169 cm, Toulouse, eglise des Augustins.

Desde su llegada a Bruselas estuvo atareado como architect generael de los archiduqes Alberto e Isabel Clara Eugenia en trabajos de remodelación y embellecimiento del palacio de Coudenberg. Además, entre 1607 y 1611 construyó por encargo de los archiduques el desaparecido convento de carmelitas descalzas. También quedó bajo su supervisión como arquitecto de corte la construcción del Santuario de Nuestra Señora de Scherpenheuvel, iglesia de peregrinación dedicada a los Siete Gozos de María, fundación de los archiduques. De planta heptagonal y con una gran cúpula perfectamente visible desde el exterior gracias a la reducida altura de la fachada occidental, el modelo seguido es enteramente italianizante tanto en planta como en lo decorativo, con siete capillas y en cada una un altar con pintura de Theodoor van Loon, que fue preferido por Coebergher antes que Rubens posiblemente por entonar mejor su estilo tardomanierista con el del edificio. Recomendado por los archiduques, en 1615 fue contratado por el ayuntamiento de Amberes como arquitecto supervisor de las obras de la iglesia de los Agustinos cuya fachada, marcadamente vertical, conjuga elementos romanos con otros propios de la tradición local, como la utilización del ladrillo enmarcado por bandas de arenisca blanca.
A partir de 1619 y por encargó de los archiduques creó y dirigió una red de Montes de Piedad conforme al modelo italiano con el objetivo de otorgar préstamos a bajo interés y reducir así la miseria. Rápidamente se crearon Montes de Piedad en varias ciudades, a los que dotó de edificios sólidos de ladrillo y con fachadas en cierto modo semejantes a la de los agustinos, destacando la del Monte de Piedad de Gante, con alternancia de frontones curvos y triangulares sobre las ventanas del cuerpo intermedio.